# Trekpleister
Trekpleister (littéralement « pansement à tirer » en néerlandais) est une chaîne de drogueries néerlandaise créée en 1980 et appartenant au groupe A.S. Watson. Son siège social est situé à Renswoude aux Pays-Bas. 
L'assortiment de la chaîne comprend principalement des produits dans les domaines de beauté, de soins et de santé. Trekpleister compte en 2011 au total 130 magasins et environ 1 100 employés.

## Histoire
En 1980, Trekpleister fut créé par le groupe De Boer, précurseur des enseignes Super De Boer et Jumbo. En 1998, l'enseigne Trekpleister a été rachetée par le groupe Kruidvat. 
En 2002, le groupe Kruidvat, dont faisait également partie ICI Paris XL, Kruidvat, Superdrug et Rossmann, a été racheté pour la somme de 1,3 milliard d'euros par le groupe chinois-hongkongais A.S. Watson Group, filiale de Hutchison Whampoa.